# 斎藤憲広
斎藤 憲広（さいとう のりひろ）は戦国時代の武将。上野国吾妻郡の国衆。

## 生涯

### 出自
斎藤氏は吾妻郡東部の吾妻荘を拠点とした国衆で、大永期には吾妻荘を統括する勢力となり、さらに吾妻郡西部の羽尾・湯本・鎌原氏を従えるようになった。久保田順一によれば吾妻斎藤氏は二家存在し、岩下城（現・東吾妻町）と嶽山城（現・中之条町）を各々拠点として吾妻荘西部・東部を分割支配していたと推測し、憲広はこのうち嶽山城を本拠とした嶽山斎藤氏であるとみている。
両斎藤氏は関東管領・山内上杉憲政に従っていたが、天文21年（1552年）に憲政は後北条氏に上野を追われる。永禄元年（1558年）6月に北条氏康は安中重繁に吾妻谷への侵攻を命じ、翌年10月には両斎藤氏が後北条氏に従属していることが確認できる。

### 事績
永禄3年（1560年）に上杉憲政を擁した長尾景虎（上杉謙信）が関東侵攻を開始し、上野北部の沼田・岩下・明間城（現・東吾妻町）を攻略した。この際に岩下斎藤氏は上杉軍の攻撃を受け降伏したが、嶽山斎藤氏の憲広は早くから上杉方に従ったため吾妻郡の統括者となり、翌年作成された『関東幕注文』では岩下衆の筆頭として「斎藤越前守」の名前が確認されている。さらに関東侵攻と同年に羽根尾城（現・長野原町）の羽尾氏を支援して武田氏に通じていた鎌原城（現・嬬恋村）の鎌原氏を信濃に追った。
謙信の関東侵攻の翌年（1561年）11月から武田信玄による西上野侵攻が開始され、憲広も一時武田氏に従っている。その翌年（1562年）3月には信玄からかつて横領した鎌原重澄の所領を返還する様に求められたが、拒否している。同年9月には長尾憲景や羽尾道雲らと共に長野原城（現・長野原町）を攻略し常田隆永を討ち取ったとされるが（『加沢記』）、これは事実ではないとの見方もある。
永禄6年（1563年）12月には武田氏より離反して上杉氏に従属した。憲広は武田軍に攻められ岩櫃城に籠城したが、甥で岩下斎藤氏の斎藤弥三郎憲次が武田氏に寝返り岩櫃城を乗っ取った。これにより嫡男・憲宗に助けられ吾妻郡を退去し、越後に逃れたという（『加沢記』）。その後の動向は不明。